# Schnitzel (película)
Schnitzel (שניצל en V. O.) es un cortometraje cómico de ciencia ficción israelí dirigido, producido y escrito por Asaf Epstein en 2014.

## Argumento
Un alienígena (Yael Shachar) llega a la Tierra. Situado en las inmediaciones de un supermercado adquiere la forma de un schnitzel. Por otra parte, Maya Kaplinski (Olga Bardukov) reta a Kobi Zucker (Neveh Tzur) a que entre dentro del establecimiento para recuperar algo para ella.
Una vez dentro, la locura se apodera de Kobi cuando tiene una confrontación con el escalope (i.e alien).

## Reparto
- Yael Shachar es Schnitzel (voz).
- Neveh Tzur es Kobi Zucker.
- Olga Bardukov es Maya Kaplinski.
- Arik Mishali es Simon (carnicero).
- Nir Malik es Shraga (guardia).
- Adi Feldman es Cajera.

## Producción
El cortometraje fue producido en cuatro localizaciones. Los interiores del supermercado tuvieron lugar en Hatzor HaGlilit mientras que las tomas exteriores en Mishmar HaSharon. La zona de la carretera comarcal tuvo lugar en Ga'ash. Una vez finalizado el rodaje, el equipo de producción se puso a trabajar en unos estudios de Tel Aviv.
Para la animación del "Schnitzel" se recurrió a la animación por CGI para cuadrar al personaje con las escenas en imagen real.

## Nominaciones
- Mejor Compositor (Amit Poznansky) - South Carolina Cultural Film Festival (2015)
- Mejor Película Internacional - South Carolina Cultural Film Festival (2015)
- Mejor Película de Ciencia Ficción - Hyart Film Festival (2015)[1]
- Mejor Coming-of-Age Internacional - Manhattan Film Festival (2015)[2]
- Mejor Productor a la Mejor Película de Habla No-Española - Festival Internacional de Cine de Madrid (2015)[3]